# Cryptogemma
Cryptogemma is een geslacht van weekdieren uit de klasse van de Gastropoda (slakken).

## Soorten
- Cryptogemma aethiopica (Thiele, 1925)
- Cryptogemma calypso Dall, 1919
- Cryptogemma chrysothemis Dall, 1919
- Cryptogemma cornea (Okutani, 1966)
- Cryptogemma eldorana (Dall, 1908)
- Cryptogemma japonica (Okutani, 1964)
- Cryptogemma longicostata Sysoev & Kantor, 1986
- Cryptogemma oregonensis Dall, 1919
- Cryptogemma periscelida (Dall, 1889)
- Cryptogemma phymatias (R. B. Watson, 1886)
- Cryptogemma polystephanus (Dall, 1908)
- Cryptogemma powelli Zaharias, Kantor, Fedosov, Criscione, Hallan, Kano, Bardin & Puillandre, 2020
- Cryptogemma praesignis (E. A. Smith, 1895)
- Cryptogemma quentinensis Dall, 1919
- Cryptogemma tessellata (Powell, 1967)
- Cryptogemma timorensis (Tesch, 1915)
- Cryptogemma unilineata (Powell, 1967)

### Synoniemen
- Cryptogemma adrastia Dall, 1919 => Carinoturris adrastia (Dall, 1919)
- Cryptogemma antigone Dall, 1919 => Antiplanes antigone (Dall, 1919)
- Cryptogemma benthima (Dall, 1908) => Cryptogemma phymatias (R. B. Watson, 1886)
- Cryptogemma polycaste Dall, 1919 => Carinoturris polycaste (Dall, 1919)